# Roy Stryker

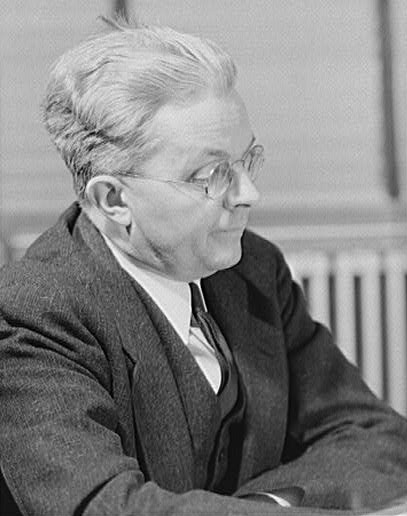
Roy Emerson Stryker

Roy Emerson Stryker (* 5. November 1893; † 27. September 1975) war ein amerikanischer Ökonom, Regierungsbeamter und Fotograf. Er ist vor allem bekannt für seine Arbeit für die Farm Security Administration (FSA) während der Großen Depression als Leiter der Informationsabteilung. Er gilt als Begründer der Dokumentarfotografie in den Vereinigten Staaten.

## Leben
Nachdem er während des Ersten Weltkriegs als Infanterist gedient hatte, studierte Roy Stryker Ökonomie an der Columbia University. Er nutzte die Fotografie, um seine Texte und Lesungen zu illustrieren. An der Columbia University arbeitete er mit Rexford Tugwell und wurde mit ihm Teil der Resettlement Administration (RA). Beide fokussierten ihre Arbeit auf die Dokumentation der Sozialen Lage in den ländlichen Regionen der USA. 1935 wurde Stryker Leiter der Historischen Abteilung (Informationsabteilung) der RA. Die RA wurde in Farm Security Administration (FSA) umbenannt und Stryker begann das Fotodokumentationsprojekt.
Als Leiter dieser Abteilung war Strykers Beitrag zum Fotoprojekt vor allem der des Managers. Er achtete immer darauf, dass die eingestellten Fotografen genau über ihre Aufgaben instruiert waren, und stellte ausreichende Budgets zur Verfügung. Er war auch für die Auswahl der Fotos zuständig und vor allem für ihre Weitergabe an die Presse. Dank ihm wurde vielen Leuten in den USA die kritische Lage der Bewohner des Landes klar. 
Es wurden insgesamt 77.000 Fotos für die Presse gedruckt, von mehr als 160.000 Negativen und 640 Farbfotos.
Zu den Fotografen, die Stryker für sein Projekt gewinnen konnte, gehörten: Dorothea Lange, Arthur Rothstein, Walker Evans, Ben Shahn, John Vachon, Marion Post Wolcott, Russell Lee, Jack Delano, Gordon Parks, John Collier Jr, Carl Mydans, Edwin und Louise Rosskam. Einige der von der FSA erstellten Fotos erlangten große Bekanntheit und gelten heute als Ikonen der Dokumentarfotografie, zum Beispiel Dorothea Langes Migrant Mother.

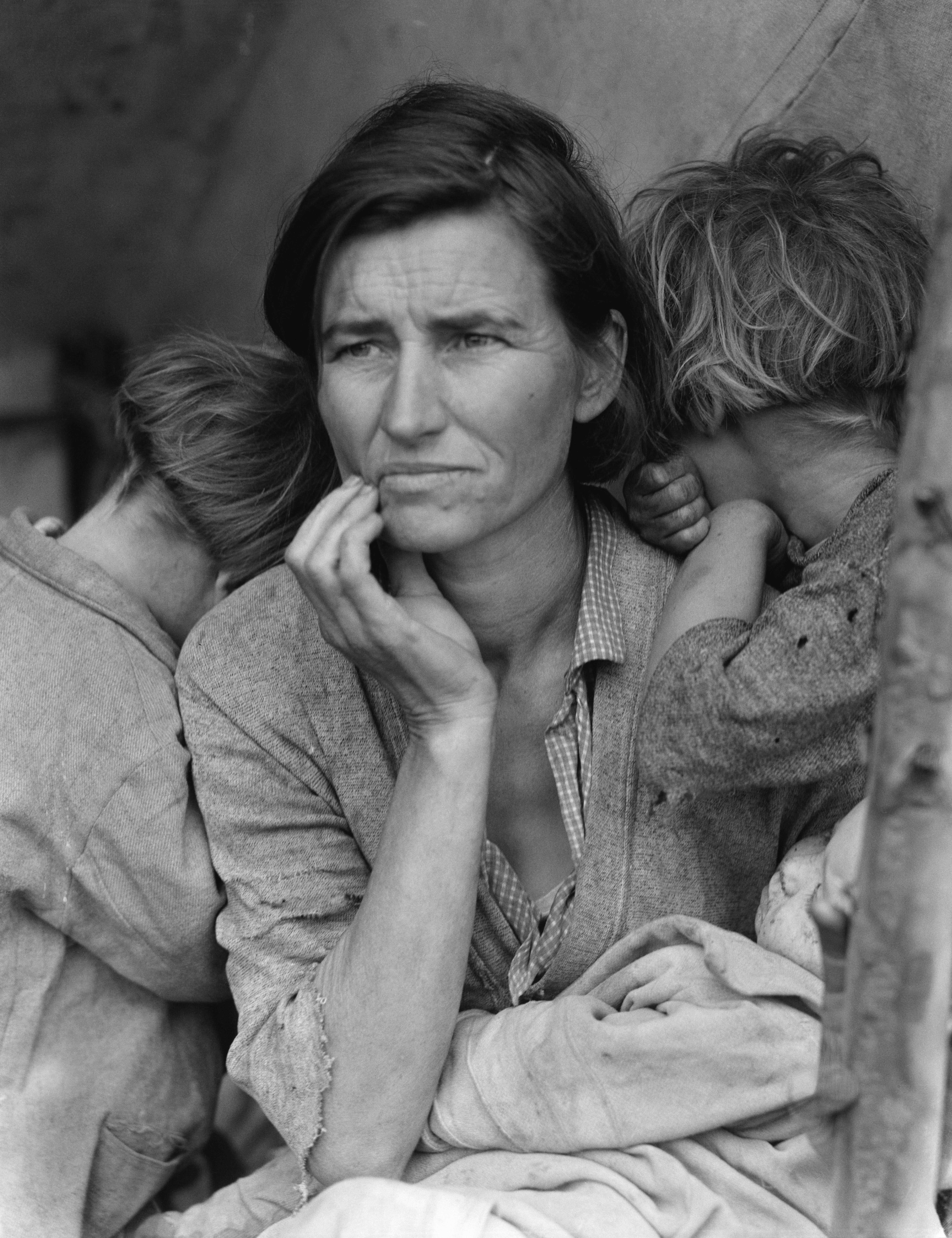
Dorothea Lange – Heimatlose Mutter (Porträt von Florence Owens Thompson für die FSA)

Während des Zweiten Weltkrieges, 1942, wurde die Fotoabteilung der FSA Teil des Office of War Information; Stryker blieb der Leiter und stellte weiterhin Fotografen wie z. B. Esther Bubley ein.
Nach dem Abbau dieser Organisation wurden die Fotografien an die Kongressbibliothek geschickt, wo sie noch heute aufbewahrt und ausgestellt werden. 
Nach dem Krieg arbeitete Stryker an verschiedenen Projekten (Standard Oil, Bibliothek von Pittsburgh etc.) und starb 1975 in Grand Junction (Colorado).

## Strykers Grabstichel
Roy Stryker wurde wegen seiner brutalen Methode der Bildauswahl kritisiert. Er zerstörte tausende von Bildern, indem er mit einem Grabstichel Löcher in die Negative drückte. Wo manche von seinen Entscheidungen logisch schienen, weil ein Bild z. B. unscharf oder schlecht belichtet war, zerstörte er manche Bilder nur, weil sie ihm nicht gefielen oder weil sie den Grundsätzen der FSA nicht entsprachen. Viele Fotografen beschwerten sich, bis er sich 1939 für eine konventionellere Bildauswahl umentscheiden konnte.
Die zerstörten Bilder werden heute auf vielen Internetseiten gezeigt, und Künstler wie Lisa Oppenhein oder William E. Jones benutzen sie,.
2016 wurde ein Buch über diese Bilder veröffentlicht: Ground: A Reprise of Photographs from the Farm Security Administration.